# Daniel O'Malley
Pour l’article homonyme, voir O'Malley.
Œuvres principales
- Série Au service surnaturel de Sa Majesté

Compléments
- Formation : Université d'État de l'Ohio

Daniel O'Malley, né en 1950 à Canberra, est un écrivain australien de science-fiction.

## Biographie
Daniel O'Malley a obtenu une maîtrise en histoire médiévale à l'université d'État de l'Ohio. Il travaille pour le Bureau australien de la sécurité des transports.
Son premier roman, The Rook : Au service surnaturel de Sa Majesté (The Rook) est sorti en 2012 et a remporté le prix Aurealis 2012 du meilleur roman de science-fiction.

## Adaptation
The Rook a été adapté pour la télévision sous forme d'une série de huit épisodes et a été diffusée sur la chaîne américaine Starz pendant l’été 2019. Emma Greenwell, Joely Richardson, Olivia Munn, Adrian Lester, Catherine Steadman, James D'Arcy, Ronan Raftery, Jon Fletcher et Shelley Conn ont intégré le casting de la série.

## Œuvres

### SérieAu service surnaturel de Sa Majesté
1. The Rook : Au service surnaturel de Sa Majesté, Super 8, 2014 ((en) The Rook, Head of Zeus, 2012  (ISBN 978-1908800985)), trad. Charles Bonnot, 672 p.  (ISBN 978-2-37056-004-9)Réédition au format poche sous le titre Au service surnaturel de Sa Majesté, Pocket, no 15998, 2015, 672 p. (ISBN 978-2-266-25056-6)
2. Agent double, Super 8, 2017 ((en) Stiletto, Little, Brown and Company, 2016  (ISBN 978-0316228046)), trad. Valérie Le Plouhinec, 816 p.  (ISBN 978-2-37056-081-0)Réédition au format poche, Pocket, no 17243, 2018, 864 p. (ISBN 978-2-266-28610-7)
3. (en) Blitz, 2022
4. (en) Royal Gambit, 2025